# Malpighia cristalensis
Malpighia cristalensis là một loài thực vật có hoa trong họ Malpighiaceae. Loài này được (F.K. Mey.) F.K. Mey. mô tả khoa học đầu tiên năm 2000.